# Mare de Téguey
Die Mare de Téguey (auch: Mare de Zégué) ist ein kleiner See in der Landgemeinde Gorouol in Niger.

## Geographie
Das permanente Gewässer der Mare de Téguey erstreckt sich über eine Fläche von 85 Hektar. An seinem nördlichen Ufer liegt das namensgebende Dorf Téguey in der Landgemeinde Gorouol, die zum Departement Téra in der Region Tillabéri gehört. Der See ist Teil der Übergangszone zwischen Sahel und Sudan. Die durchschnittliche jährliche Niederschlagsmenge beträgt hier zwischen 400 und 500 mm.

## Wirtschaftliche Bedeutung
Die Mare de Téguey dient Zwecken der Viehwirtschaft, der Fischerei und des Ackerbaus. Sie stellt für die Dorfbevölkerung von Téguey die einzige Möglichkeit dar, sich für alle Aktivitäten zu versorgen, die Wasser erfordern.